# Metamatic
Metamatic ist das Debütalbum des britischen Musikers John Foxx nach der Trennung von Ultravox. Es erschien im Januar 1980 bei Virgin Records. Kommerziell war es eher mäßig erfolgreich. Der Sound des lyrisch von James Graham Ballard beeinflussten Albums inspirierte zahlreiche Musiker. Metamatic gilt als eins der ersten elektronischen Alben eines britischen Künstlers und als Frühwerk des Minimal Electro. Der minimalistische Sound beeinflusste den Electro Funk und den frühen Hip-Hop in New York, die Entwicklung von Techno in Detroit und ist ein stilistischer Vorläufer für Musik unter der Sammelbezeichnung Electronica.

## Entstehungsgeschichte
Bereits während seiner Zeit mit Ultravox entstanden Fragmente und fertige Lieder der auf dem Album veröffentlichten Titel. Neben Touch and Go wurden auch He’s a Liquid und das nicht auf dem Album veröffentlichte Radio Beach bereits bei einer USA-Tournee von Ultravox Anfang 1979 live aufgeführt. Der Titel Touch and Go und das von Ultravox für das Album Vienna (Chrysalis 1980) verwendete Stück Mr X weisen in der Melodielinie Gemeinsamkeiten auf, während die Texte und die Rhythmen durch unabhängige Weiterentwicklung deutliche Unterschiede erfahren haben.
Frustriert vom Tourneebetrieb und den Notwendigkeiten für Kompromisse innerhalb der Band trennte sich Foxx im März 1979 von Ultravox und arbeitete an Kompositionen für ein Solo-Album. Er hatte zusammen mit der Band für deren drittes Album Systems of Romance (Island 1978) mit Titeln wie Dislocation oder Just For a Moment einen als kalt und steril empfundenen, ausschließlich mit synthetisch generierten Klängen erzeugten Sound entwickelt. Für den Sound auf dem Album kamen die gleichen Synthesizer wie bei der Band zum Einsatz. Neben Robert Moogs Minimoog und Alan Robert Perlmans ARP Odyssey verwendete Foxx eine Rhythmusmaschine des Typs CompuRhythm 78 der japanischen Firma Roland.
Da Foxx bei Ultravox eher die Rolle des Songschreibers und Sängers als die eines versierten Instrumentalisten verkörperte, wurde er bei den Aufnahmen von John Wesley-Barker an den Keyboards unterstützt. Foxx hatte Wesley-Barker über Gareth Jones kennengelernt, der als Tontechniker in den Pathway Studios arbeitete und mit Wesley-Barker befreundet war. Mit Jake Durant, einem weiteren Freund von Jones, am E-Bass enthält das Album zudem einige elektroakustisch erzeugte Klänge.

## Aufnahme
Foxx wählte für die Aufnahme von Metamatic das kleine, aber von einer Plattenfirma unabhängige Pathway Studio in der Grosvenor Avenue im Londoner Stadtteil Islington. In dem 1970 von Mike Finesilver und Peter Ker in einer Garage eröffneten 8-Spur-Studio hatten mehrere Punk- und New-Wave-Musiker, die bei dem Independent-Label Stiff Records unter Vertrag standen, wie The Damned (Damned, Damned, Damned, Stiff 1977) oder Elvis Costello (My Aim is True, Stiff 1977) ihre Debütalben aufgenommen.
Nachdem sich Foxx bei Brian Eno, Steve Lillywhite und Conny Plank, den Koproduzenten für die ersten drei Alben von Ultravox, die notwendigen Kenntnisse in Studiotechnik und Musikproduktion abgeschaut hatte, produzierte er sein Debütalbum selbst. Der wie Foxx aus dem nordenglischen Lancashire stammende Gareth Jones saß als freiberuflicher Tontechniker im Pathway Studio am Mischpult. Jones begann nach einer Aufnahme für die von Clive Langer produzierte Madness-Single The Prince (Two-Tone Records, 1979) mit dem Album Metamatic seine Karriere als Tontechniker und Musikproduzent. Jones wechselte 1981 vom Pathway in das von Foxx gegründete Tonstudio The Garden in Shoreditch. Im Studio The Garden betreute Jones für Depeche Mode die Single Love in Itself und nahm dort das Album Construction Time Again (Mute 1983) auf, mit dem er Depeche Modes industrielle Phase einleitete. Durch seine Beziehung mit Annette Humpe wechselte er von The Garden an die Hansa-Tonstudios in Berlin.
Das Album wurde in Eric Stewarts und Graham Gouldmans (10cc) Strawberry Studio in Stockport von Jones gemischt.

## Inhalt
Bereits vor der Entstehung des Albums beschäftigte sich Foxx intensiv mit den Werken des britischen Schriftstellers James Graham Ballard, der in Romanen wie Crash (Jonathan Cape, 1973) und High-Rise (Jonathan Cape, 1975) die psychologischen Auswirkungen technologischer Umwälzungen auf den Menschen und die Gesellschaft thematisiert. Wie bereits für einige Songtexte von Ultravox, beispielsweise My Sex (1977) oder Maximum Acceleration (1978), verbindet Foxx in seiner Lyrik dieses psychologische Element mit den für Ballard typischen architektonischen Beschreibungen von urbanen Landschaften zu filmischen und von Anonymität und Entfremdung handelnden Motiven.

“Across the Plaza / Toward the shadow of the cenotaph / Down escalators, come to the sea-view / Behind the smoked glass no-one sees you”

„Über den Platz / Zum Schatten des Ehrenmals / Rolltreppe runter, komme zum Meerblick / Hinter dem Rauchglas sieht Dich niemand“

Foxx benutzt bei einigen Liedtexten den in einigen Werken von William S. Burroughs und Ballard verwendeten Cut-up-Stil (die sprachliche Zerstückelung zu Schnipseln und anschließende Neu-Montage).

“Standing in the dark / Watching you glow / Lifting a receiver / Nobody I know”

„Im Dunkeln stehend / Dein Glühen betrachtend / einen Hörer abhebend / Niemand, den ich kenne“

Ballard beeinflusste in den späten 1970er Jahren zahlreiche britische Musiker: Musikproduzent Daniel Miller gründete mit dem Titel Warm Leatherette seines Projektes The Normal das Label Mute. Der Titel spielt auf Ballards Motiv sexueller Erregung durch Autounfälle im Roman Crash an. Gary Numan verwendete für das Lied Cars das gleiche Motiv. Cars erschien auf dem Album The Pleasure Principle (Beggars Banquet Records, 1979) nur wenige Monate vor Metamatic. Das Lied Atrocity Exhibition auf dem Album Closer (Factory Records, 1980) von Joy Division teilt mit der gleichnamigen Sammlung von Kurzgeschichten des britischen Autors aus dem Jahr 1969 den Titel.
Der Albumtitel Metamatic spielt jedoch nicht auf Ballard, sondern auf eine Serie von zwischen 1955 und 1959 veröffentlichter Generativer Kunst des Schweizer Malers und Bildhauers Jean Tinguely mit dem Namen Métamatics an. Tinguelys Métamatics genannte Automaten stellten gezeichnete Kunst her. Foxx begann seine künstlerische Laufbahn als Maler, der sich seit Anfang der 1970er Jahre immer mehr der Musik zuwendete. Obwohl der Sound des Albums überwiegend synthetisch erzeugt wurde, wurde es von einem Menschen komponiert. Das einzige generative Moment auf Metamatic ist die Verwendung eines Sequenzers. Brian Eno verwendete für systemgesteuert erzeugte Musik den an die Generative Kunst angelehnten Begriff Generative Musik. Eno war selbst zunächst als Maler tätig, bevor er sich der Musik zuwandte. Der Koproduzent des Debütalbums von Ultravox ist mit Foxx seit dessen Studienzeit am Royal College of Art in London über den gemeinsamen Freund und Künstler Russell Mills bekannt.

## Veröffentlichung
Für die Veröffentlichung gründete Foxx zusammen mit Richard Bransons Firma Virgin Records eigens ein Musiklabel. Die Firma wurde nach dem gleichnamigen Songtitel Metal Beat Records benannt und ist ein Sublabel von Virgin Records. Virgin übernahm Marketing und Vertrieb des Albums und veröffentlichte Metamatic am 17. Januar 1980, eine Woche nach der Leadsingle Underpass. 
Aus dem Album wurden die Titel Underpass und No-One Driving als Singles ausgekoppelt. Underpass erschien am 4. Januar 1980, erreichte im Februar in den UK Top 40 Platz 31 und hielt sich 8 Wochen. No-One Driving erreichte im März 1980 Platz 32 und hielt sich vier Wochen.
Die nicht auf dem Album erschienenen Singles Burning Car und Miles Away erreichten im Jahr 1980 ebenfalls die britischen Singlecharts. Burning Car erreichte im Juli Platz 35 und Miles Away im November Platz 51.
Die Einnahmen aus dem Album verwendete Foxx für den Aufbau eines eigenen Tonstudios. Foxx produzierte in dem als The Garden bekannten Studio drei weitere Soloalben, bevor er das Studio 1985 an Matt Johnson von The The verkaufte. Das Studio gehört seit Mitte der 1990er Jahre zur Miloco-Gruppe.

## Titelliste

### Originalveröffentlichung
Alle Titel wurden von John Foxx komponiert und getextet.
1. Plaza – 3:52
2. He’s a Liquid -2:59
3. Underpass – 3:53
4. Metal Beat – 2:59
5. No-One Driving – 3:45
6. A New Kind of Man – 3:38
7. Blurred Girl – 4:16
8. 030 – 3:14
9. Tidal Wave – 4:14
10. Touch and Go – 5:38

### Remasterte Version: Metamatic (Expanded Version)
Das Musiklabel Demon-Edsel veröffentlichte im November 2007 eine aus zwei CDs bestehende digital remasterte Neuauflage. Auf der ersten CD ist das ursprüngliche Album und auf der zweiten CD befinden sich zehn zusätzliche Titel, wie der Single Burning Car, diversen Single-B-Seiten und drei alternative Versionen:
1. Film One – 4:03
2. This City – 3:08
3. To be With You – 4:24
4. Cinemascope – 3:27
5. Burning Car – 3:16
6. Glimmer – 3:38
7. Mr No – 3:19
8. Young Love – 3:10
9. 20th Century – 3:09
10. My Face – 3:21
11. Like a Miracle (Alternative Version) – 3:56
12. A New Kind of Man (Alternative Version) – 4:32
13. He’s a Liquid (Alternative Version) – 3:00

## Rezeption
John Bush  rezensierte Metamatic für die Musikdatenbank Allmusic und vergab einen Album Pick. Das Album verpasst mit viereinhalb Punkten knapp die Maximalwertung. Bush meint, Foxx kultiviere auf dem Album einen eigenartigen Hauch von Desinteresse, der jedoch nie wirklich langweilig wirke. Metamatic gehöre immer noch zum Besten der für die frühen 1980er-Jahre typischen Faszination für emotionslosen, von Kraftwerk inspirierten Synthie-Pop.
Simon Reynolds bemerkt in seinem Buch Rip It Up and Start Again, Foxx habe mit Metamatic von der Numanmania (der Zeit in der Gary Numan und dessen Projekt Tubeway Army mit den Alben Replicas und The Pleasure Principle sowie den Smashhits Are Friends Electric? und Cars die Hitparaden in Großbritannien dominierte) profitiert. Er hebt die bildreichen Texte hervor, die Fragmenten eines avantgardistischen Drehbuches ähnlich und deren filmartige Eigenschaften bereits auf einigen der frühen Ultravox-Songs durchgeschimmert seien.
Obwohl kommerziell in Amerika nicht erfolgreich, beeinflusste das Album zahlreiche innovative amerikanische Musiker. Der New Yorker DJ Afrika Bambaataa begründete mit der Verbindung von Funk und Rückgriffen auf die elektronischen Klänge europäischer Künstler wir Kraftwerk, Gary Numan und John Foxx mit Planet Rock (Tommy Boy Records, 1986) neben George Clinton den Electro Funk. Wirkung entfaltete Metamatic später auch bei Pionieren aus dem Techno-Umfeld, wie dem Detroit-Techno-Mitbegründer Juan Atkins, dem Musikproduzenten Carl Craig oder dem britischen Techno-DJ Dave Clarke. Auch Pioniere der Intelligent Dance Music wie der Electronica-Künstler Aphex Twin oder Paul Daley von Leftfield wurden von Foxx beeinflusst. Weitere Einflüsse von Metamatic sind bei der Elektropop-Band Ladytron, bei Gitarrist John Frusciante (A Sphere in the Heart of Silence, mit Josh Klinghoffer, Record Collection 2004) sowie den Indie-Bands Klaxons und Junior Boys zu hören.

## Chartplatzierungen
Das Album erreichte im Februar 1980 die britische Hitparade, belegte dort Platz 18 und hielt sich sieben Wochen. Es ist das kommerziell erfolgreichste Album von Foxx.
| ChartsChartplatzierungen     | Höchstplatzierung | Wochen |
| ---------------------------- | ----------------- | ------ |
| Vereinigtes Königreich (OCC) | 18 (7 Wo.)        | 7      |